# Короли танцпола (сезон 2)
Второй сезон Королей танцпола начался 19 июня 2008. Второй сезон вели Mario Lopez и Layla Kayleigh (как закулисный корреспондент). Судили шоу балерина и рэпер Lil Mama, бывший певец *NSYNC JC Chasez и хореограф хип-хопа Shane Sparks. 21 августа 2008 Super Crew были объявлены победителями второго сезона и получили приз 100 000$ (USD).

## Прослушивания
Это шоу выделяется тем, что в нём участвуют команды со всей территории США. Во втором сезоне участие приняли команды из городов: Нью-Йорк, Хьюстон, Чикаго и Лос-Анджелес. В общей сложности были выбраны 14. Они были разделены на 4 группы: Восточное побережье, Средний запад, Юг и Западное побережье.
| Восточное побережье | Средний запад      | Юг          | Западное побережье |
| ------------------- | ------------------ | ----------- | ------------------ |
| Boogie Bots         | A.S.I.I.D.         | SoReal Cru  | Super Cr3w         |
| Phresh Select       | Xtreme Dance Force | Distorted X | Fanny Pak          |
| Sass x7             | Full Effect        | HIStory     | Supreme Soul       |
| Shhh!               |                    |             | Team Millennia     |

## Результат
| Выбыл | В двойке худших | Второе место | Победитель |

| Место                                                                       | Неделя             | 07/06/08† | 19/06/08        | 26/06/08        | 03/07/08        | 10/07/08        | 17/07/08        | 24/07/08        | 31/07/08        | 07/08/08        | 14/08/08†† | 21/08/08     |  |
|                                                                             | Команда            | Результат | Результат       | Результат       | Результат       | Результат       | Результат       | Результат       | Результат       | Результат       |            |              |  |
| 1                                                                           | Super Cr3w         |           |                 |                 |                 |                 | В двойке худших | В двойке худших |                 | В двойке худших |            | Победитель   |  |
| 2                                                                           | SoReal Cru         |           |                 |                 |                 |                 |                 |                 |                 |                 |            | Второе место |  |
| 3                                                                           | Fanny Pak          |           | В двойке худших |                 |                 |                 |                 |                 | В двойке худших | Выбыл           |            |              |  |
| 4                                                                           | Boogie Bots        |           |                 | В двойке худших |                 |                 |                 |                 | Выбыл           |                 |            |              |  |
| 5                                                                           | Supreme Soul       |           |                 |                 |                 | В двойке худших |                 | Выбыл           |                 |                 |            |              |  |
| 6                                                                           | A.S.I.I.D.         |           |                 |                 |                 |                 | Выбыл           |                 |                 |                 |            |              |  |
| 7                                                                           | Phresh Select      |           |                 |                 | В двойке худших | Выбыл           |                 |                 |                 |                 |            |              |  |
| 8                                                                           | Xtreme Dance Force |           |                 |                 | Выбыл           |                 |                 |                 |                 |                 |            |              |  |
| 9                                                                           | Sass x7            |           |                 | Выбыл           |                 |                 |                 |                 |                 |                 |            |              |  |
| 10                                                                          | Distorted X        |           | Выбыл           |                 |                 |                 |                 |                 |                 |                 |            |              |  |
| 11                                                                          | Full Effect        | Выбыл     |                 |                 |                 |                 |                 |                 |                 |                 |            |              |  |
| 11                                                                          | HIStory            | Выбыл     |                 |                 |                 |                 |                 |                 |                 |                 |            |              |  |
| 11                                                                          | Shhh!              | Выбыл     |                 |                 |                 |                 |                 |                 |                 |                 |            |              |  |
| 11                                                                          | Team Millennia     | Выбыл     |                 |                 |                 |                 |                 |                 |                 |                 |            |              |  |
| † Особые прослушивания определили десять команд для премьеры сезона.        |                    |           |                 |                 |                 |                 |                 |                 |                 |                 |            |              |  |
| †† Эпизод демонстрировал заключительные выступления двух команд финалистов. |                    |           |                 |                 |                 |                 |                 |                 |                 |                 |            |              |  |

## Выступления
Второй сезон начинается с живого прослушивания в четырёх городах.

### Живое прослушивание
- Снято 8 июня 2008

Судьи выбрали 10 команд для участия в премьере сезона, при этом отсеяв 4 команды: Full Effect, HIStory, Shhh! и Team Millennia. В начале сезона приняли участие команды: SoReal Cru, Supreme Soul, Xtreme Dance Force, A.S.I.I.D., Boogie Bots, Super Cr3w, Phresh Select, Sass x7, Fanny Pak и Distorted X.
Команда JabbaWockeez выступила в конце эпизода под микс песни «The Boss» (исполнитель Rick Ross feat T-Pain).

### Неделя 1: Свободный Конкурс
- Снято 19 июня 2008

Каждая команда танцует под песню которую они выбрали.
| Команда            | Песня                                                             |
| ------------------ | ----------------------------------------------------------------- |
| SoReal Cru         | «Entourage» исполнитель Omarion feat 50 Cent                      |
| Supreme Soul       | «Put Your Hands Where My Eyes Could See» исполнитель Busta Rhymes |
| Xtreme Dance Force | «Shawty Get Loose» исполнитель Lil Mama feat T-Pain и Chris Brown |
| A.S.I.I.D.         | «Whatever U Like» исполнитель Nicole Scherzinger feat T.I         |
| Boogie Bots        | «More Bounce To The Ounce» исполнитель Zapp & Roger               |
| Super Cr3w         | «Get Up Offa That Thing» исполнитель James Brown                  |
| Phresh Select      | «Motownphilly» исполнитель Boyz II Men                            |
| Sass x7            | «Damaged» исполнитель Danity Kane                                 |
| Fanny Pak          | «Speakerphone» исполнитель Kylie Minogue                          |
| Distorted X        | «Oops (Oh My)» исполнитель Tweet feat Missy Elliott               |

- Прошли дальше: SoReal Cru, Supreme Soul, Xtreme Dance Force, A.S.I.I.D., Boogie Bots, Super Cr3w, Phresh Select, Sass x7
- Двойка худших: Fanny Pak, Distorted X
- Выбыли: Distorted X

### Неделя 2: Видео Конкурс
- Снято 26 июня 2008

Каждой команде дали по одному популярному клипу. Они должны скопировать танец добавляя к нему свой собственный стиль.
| Команда            | Песня                                                  |
| ------------------ | ------------------------------------------------------ |
| Super Cr3w         | «Run It!» исполнитель Chris Brown feat Juelz Santana   |
| Fanny Pak          | «Wind It Up» исполнитель Gwen Stefani feat Pharrell    |
| Supreme Soul       | «Touch» исполнитель Omarion                            |
| Phresh Select      | «Gimme That» исполнитель Chris Brown feat Lil' Wayne   |
| A.S.I.I.D.         | «Like a Boy» исполнитель Ciara                         |
| SoReal Cru         | «Love In This Club» исполнитель Usher feat Young Jeezy |
| Xtreme Dance Force | «Let Me Love You» исполнитель Mario                    |
| Boogie Bots        | «Bump, Bump, Bump» исполнитель B2K feat P. Diddy       |
| Sass x7            | «I’m A Slave 4 U» исполнитель Britney Spears           |

- Прошли дальше: Super Cr3w, Fanny Pak, Supreme Soul, Phresh Select, A.S.I.I.D., SoReal Cru, Xtreme Dance Force
- Двойка худших: Boogie Bots, Sass x7
- Выбыли: Sass x7

### Неделя 3: Конкурс: Название Песни
- Снято 3 июля 2008

Каждой команде были даны песни с определёнными названиями. В своем танце команды должны отразить название этой песни.
| Команда            | Песня                                          |
| ------------------ | ---------------------------------------------- |
| A.S.I.I.D.         | «Roll» исполнитель Flo Rida feat Sean Kingston |
| SoReal Cru         | «Snake» исполнитель R. Kelly                   |
| Super Cr3w         | «We Fly High» исполнитель Jim Jones            |
| Boogie Bots        | «Game Over» исполнитель Lil' Flip              |
| Fanny Pak          | «Toy Soldier» исполнитель Britney Spears       |
| Supreme Soul       | «Elevator» исполнитель Flo Rida feat Timbaland |
| Phresh Select      | «Big Things Poppin' (Do It)» исполнитель T.I.  |
| Xtreme Dance Force | «Earthquake» исполнитель Tech N9ne             |

- Прошли дальше: A.S.I.I.D., SoReal Cru, Super Cr3w, Boogie Bots, Fanny Pak, Supreme Soul
- Двойка худше: Phresh Select, Xtreme Dance Force
- Выбыли: Xtreme Dance Force

### Неделя 4: Испытание ускорения
- Снято 10 июля 2008

Команды должны перейти с медленного темпа до более быстрого, не прекращая танцевать.
| Команда       | Песня                                                |
| ------------- | ---------------------------------------------------- |
| Boogie Bots   | «Lollipop» исполнитель Lil Wayne feat Static Major   |
| Super Cr3w    | «Creator» исполнитель Santigold                      |
| A.S.I.I.D.    | «Dangerous» исполнитель Kardinal Offishall feat Akon |
| SoReal Cru    | «With You» исполнитель Chris Brown                   |
| Fanny Pak     | «Touch My Body» исполнитель Mariah Carey             |
| Supreme Soul  | «Party Like a Rockstar» исполнитель Shop Boyz        |
| Phresh Select | «Shawty Is a 10» исполнитель The-Dream               |

- Прошли дальше: Boogie Bots, Super Cr3w, A.S.I.I.D., SoReal Cru, Fanny Pak
- В двойке худших: Supreme Soul, Phresh Select
- Выбыли: Phresh Select

### Неделя 5: ИспытаниеJanet Jackson
- Снято 17 июля 2008

Команды танцевали вместе и у каждой был момент, когда она могла танцевать в центре танцпола. Затем каждой команде дали одну из песен Janet Jackson и команда должна была добавить в песню свои движения (подобное было в Испытании Майкла Джексона в первом сезоне).
| Команда      | Песня                                             |
| ------------ | ------------------------------------------------- |
| Все команды  | «Rhythm Nation» исполнитель Janet Jackson         |
| Fanny Pak    | «All Nite (Don’t Stop)» исполнитель Janet Jackson |
| Supreme Soul | «Nasty» исполнитель Janet Jackson                 |
| Boogie Bots  | «Control» исполнитель Janet Jackson               |
| SoReal Cru   | «I Get Lonely» исполнитель Janet Jackson          |
| Super Cr3w   | «Black Cat» исполнитель Janet Jackson             |
| A.S.I.I.D.   | «If» исполнитель Janet Jackson                    |

- Прошли дальше: Fanny Pak, Supreme Soul, Boogie Bots, SoReal Cru
- В двойке худших: Super Cr3w, A.S.I.I.D.
- Выбыли: A.S.I.I.D.

### Неделя 6: Спортивное испытание
- Снято 24 июля 2008

Всем командам дали песню и школьный предмет, которым занимаются в спортзале. Команды должны были включить его в свой танец.
| Команда      | Песня                                                        | Предмет            |
| ------------ | ------------------------------------------------------------ | ------------------ |
| Fanny Pak    | «Spaz» исполнитель N.E.R.D                                   | Физкультура        |
| SoReal Cru   | «Tambourine» исполнитель Eve feat Swizz Beatz и Sean Garrett | Групповая практика |
| Boogie Bots  | «Universal Mind Control» исполнитель Common feat Pharrell    | Бег через скамью   |
| Super Cr3w   | «Don’t Touch Me» исполнитель Busta Rhymes                    | Баскетбол          |
| Supreme Soul | «Church» исполнитель T-Pain                                  | Хоккей на льду     |

- Прошли дальше: Fanny Pak, SoReal Cru, Boogie Bots
- В двойке худших: Super Cr3w, Supreme Soul
- Выбыли: Supreme Soul

### Неделя 7: ИспытаниеMissy Elliott
- Снято 31 июля 2008

Missy Elliott стала первой судьёй-гостьей, которая помогла настоящим судьям решить, кто из четырёх оставленных команд отправится домой, а кто будет танцевать под её песни. Команды должны были добавить к песням их собственный стиль.
| Команда                     | Песня                                          |
| --------------------------- | ---------------------------------------------- |
| Все команды & Missy Elliott | «Shake Your Pom Pom» исполнитель Missy Elliott |
| SoReal Cru                  | «One Minute Man» исполнитель Missy Elliott     |
| Super Cr3w                  | «We Run This» исполнитель Missy Elliott        |
| Fanny Pak                   | «Get Ur Freak On» исполнитель Missy Elliott    |
| Boogie Bots                 | «Work It» исполнитель Missy Elliott            |

- Прошли дальше : SoReal Cru, Super Cr3w
- Двойка худших : Fanny Pak, Boogie Bots
- Выбыли : Boogie Bots

### Неделя 8: Испытание 80-х
- Снято 7 августа 2008

Команды должны были танцевать под хиты 80-х.

#### Испытание 1: Испытание углублёного шага
| Команда    | Танец            | Задание                                       |
| ---------- | ---------------- | --------------------------------------------- |
| Super Cr3w | The Humpty Dance | шалтай болтай на полтора метра над полом      |
| SoReal Cru | Kid N' Play      | Создайте цепную реакцию во время танца        |
| Fanny Pak  | Vanilla Ice      | Выполните движение в горизонтальном положении |

#### Испытания 2: Испытание танцевальных движений
Команды создали танец, который включил элементы танцавальных клипов 80-х. Подобный «бродвейской конкурс» был в первом сезоне.
| Команда    | Песня            | Движение   |
| ---------- | ---------------- | ---------- |
| SoReal Cru | «Tour de France» | Breakin'   |
| Super Cr3w | «Footloose»      | Footloose  |
| Fanny Pak  | «Maniac»         | Flashdance |

- Прошли дальше: SoReal Cru
- В двойке худших: Super Cr3w, Fanny Pak
- Выбыли: Fanny Pak

### Неделя 9: Финал
- Снято 14 августа 2008

#### Испытание 1: Испытание вокруг мира
Заключительные две команды станцевали 2-минутный танец, который включал различные элементы танцев мира.
| Песня                                                         |
| ------------------------------------------------------------- |
| «Mas Que Nada» исполнитель Sergio Mendes feat Black Eyed Peas |
| «We Be Burnin'» исполнитель Sean Paul                         |
| «The Anthem» исполнитель Pitbull feat Lil Jon                 |
| «Mundian To Bach Ke» исполнитель Panjabi MC feat Twista       |

#### Испытание 2: Испытание собственного танца
Вместо того, чтобы танцевать танец который им дали, команды создали свой собственный танец, и в форме фактической музыки, лирики, и в хореографии.
| Команда    | Исполнительное Название |
| ---------- | ----------------------- |
| Super Cr3w | S To The Chest          |
| SoReal Cru | Smash It Up             |

#### Испытание 3: Испытание последнего танца
Каждая команда создала танец для «Испытания последнего шанса», чтобы показать Америке, почему именно она должна стать победителем.
| Танец      | Песня                                                 |
| ---------- | ----------------------------------------------------- |
| Super Cr3w | «Give It Up or Turn It Loose» исполнитель James Brown |
| SoReal Cru | «A Milli» исполнитель Lil Wayne                       |

### Неделя 10: Финал
- Снято 21 августа 2008

Выбывшие команды второго сезона возвратились и объединились с оставшимися двумя командами для регионального сотрудничества. Вместо того, чтобы соперничать, Super Cr3w и SoReal Cru объединились для их последнего танца.
| Команды                                     | Песня |
| ------------------------------------------- | --- |
| SoReal Cru и Super Cr3w                     | «Puttin’ on the Ritz», «It’s Me Snitches» исполнитель Swizz Beatz и «In the Ayer» исполнитель Flo Rida feat will.i.am |
| East: Boogie Bots, Phresh Select, и Sass x7 | «Run the Show» исполнитель Kat DeLuna feat Busta Rhymes                                                               |
| South: Distorted X и SoReal Cru             | «Get Like Me» исполнитель David Banner feat Chris Brown                                                               |
| Midwest: A.S.I.I.D и Xtreme Dance Force     | «Touch the Sky» исполнитель Kanye West feat Lupe Fiasco                                                               |
| West: Fanny Pak, Supreme Soul, и Super Cr3w | «Go Hard or Go Home» исполнитель E-40                                                                                 |
| Super Cr3w                                  | «Dope Boys» исполнитель The Game feat Travis Barker                                                                   |

21 августа 2008, Super Cr3w стали победителеми Королей танцполов 2-го сезона. Команда SoReal Cru заняла второе место.
- Победители: Super Cr3w
- Второе место: SoReal Cru

### Специальный эпизод: Битва заVMAs
В начале шоу чемпионы JabbaWockeez и Super Cr3w выступали под микс песни We Are the Champions. Танец был поставлен Шэйном Спарксом.
Пяти командам с первого и второго сезона дали музыкальные видео, номинированное на приз «Лучший Танец в Видео». Команды пытались повторить танец в видео, сохраняя их собственный стиль. Две команды, получившие наибольшее количество голосов выступили затем в начале VMA.
| Команда               | Видео                                                  |
| --------------------- | ------------------------------------------------------ |
| Kaba Modern (Сезон 1) | «4 Minutes» исполнитель Madonna feat Justin Timberlake |
| BreakSk8 (Сезон 1)    | «Closer» исполнитель Ne-Yo                             |
| SoReal Cru (Сезон 2)  | «Forever» исполнитель Chris Brown                      |
| Fanny Pak (Сезон 2)   | «When I Grow Up» исполнитель Pussycat Dolls            |
| Status Quo (Сезон 1)  | «Damaged» исполнитель Danity Kane                      |

Status Quo танцевали под песню «Damaged» (исполнитель Danity Kane), BreakSk8 танцевали под песню Closer (исполнитель Ne-Yo). Линдси Лохан и Сиара позже объявили, что Fanny Pak стали победителями. Им вручили 25 000$ (USD) для благотворительности.